# اريك ريختر
اريك ريختر (بالإنجليزية: Eric Richter)‏ هو عازف قيثارة أمريكي، ولد في 5 فبراير 1974 في دنفر في الولايات المتحدة.